# Бусак (Лот)
Бусак (фр. Boussac) насеље је и општина у јужној Француској у региону Миди Пирене, у департману Лот која припада префектури Фижак.
По подацима из 2011. године у општини је живело 175 становника, а густина насељености је износила 22,52 становника/km². Општина се простире на површини од 7,77 km². Налази се на средњој надморској висини од 214 метара (максималној 340 m, а минималној 170 m).

## Демографија
| 1962. | 1968. | 1975. | 1982. | 1990. | 1999. | 2011. |
| ----- | ----- | ----- | ----- | ----- | ----- | ----- |
| 138   | 140   | 127   | 145   | 154   | 178   | 175   |

График промене броја становника у току последњих година